# Буаселье, Антуан-Феликс
Антуан-Феликс Буаселье, известный как Буаселье Младший (фр. Antoine-Félix Boisselier; 22 мая 1790, Париж — 29 апреля 1857, Версаль) — французский художник-пейзажист и исторический живописец, представитель романтического направления в живописи.

## Биография

Итальянский пейзаж

«Пастырь», 1808

Родился 22 мая 1790 года. Брат исторического живописца Феликса Буаселье.
Первые уроки живописи получил у старшего брата, лауреата Римской премии. Около 1811 вместе с ним отправился в Италию где написал несколько пейзажей.
Впервые выставил свои работы в Салоне в 1812 году. В конкурсе работ исторических пейзажистов, организованном в 1817, получил награду. Позже с 1819 регулярно принимал участие в парижских выставках. В 1824 году награждён медалью второй степени. В 1827 году принял участие в конкурсе на Римскую премию с историческим пейзажем и занял второе место вслед за А. Мишалоном, и вскоре после этого вновь отправился в Италию .
Член Вольного общества изящных искусств, был профессором рисования в Военной академии Сен-Сир. Владел популярной среди художников студией.
В июне 1842 награждён орденом Почётного легиона.
Умер в Версале 29 апреля 1857 года. Его студия была продана на аукционе в Париже 20 ноября.
Некоторые из его картин сейчас находятся во французских государственных коллекциях, дворце Фонтенбло, в версальском музее и в музеях Монтобана , Нанта , Санлиса и Суассона . Одна из его работ находится в коллекции Лувра .